# オオツルタケ
オオツルタケ（大鶴茸、学名: Amanita cheelii）は褐色のキノコ（菌類）。毒キノコの一つ。ツルタケの変種と考えられてきたが、DNA解析によって別種であることが明らかになった。

## 分布
日本、オーストラリア、ニュージーランドに分布する、針葉樹林や広葉樹林の地上に生える。

## 形態
傘径はツルタケより大きい。卵形から扁平型に開く。
傘の表側の表面は粘性がなく、灰褐色～暗褐色であり、周囲に長く明瞭な条線がある。傘はときに白色の内被膜の破片が皮膜状に付着することがある。
傘の裏側のひだは白色であるが、縁はしばしば傘と同色の微粉によってふちどられる。離生しやや密で、暗褐色に縁取られる。つばはない。
柄の高さは15-30cm。細長く、下方が太い。柄の基部にはさや状の白色膜質つぼがあり、柄の表面は傘と同色。柄の上部は細鱗片に覆われ、成熟すると下方は暗灰色微粉状のだんだら模様になる。柄は地中に深く入る。
肉は白色でもろく、無味無臭。

## 生態
夏～秋に、針葉樹林や広葉樹林の地上に子実体が発生する。菌根菌。

## 毒
下痢や嘔吐などの消化器系の中毒をおこす。有毒成分については、未だ不明とされる。